# BadBadNotGood
BadBadNotGood (abrégé en BBNG) est un groupe de jazz canadien de Toronto, en Ontario.
Le groupe est composé de Matthew Tavares au clavier, Chester Hansen à la basse, Leland Whitty au saxophone, et Alexander Sowinski à la batterie. Ils sont connus pour leurs interprétations des morceaux de hip-hop et leurs collaborations avec Kendrick Lamar, Tyler The Creator, Earl Sweatshirt, Danny Brown, et Ghostface Killah.

## Origines du groupe

### 2010-11: les débuts etBBNG
Matthew Tavares, Alexander Sowinski, et Chester Hansen se sont rencontrés en 2010 alors qu'ils assistaient à un programme de jazz au Collège Humber à Toronto. Le jeune trio s'est formé grâce à un amour commun pour la musique hip hop des artistes tels que MF DOOM et Odd Future. Hansen joue de la basse acoustique et électrique dans le groupe, tandis que Sowinski, qui arbore souvent un masque de cochon lors des concerts, est à la batterie et au sampler. Tavares joue du piano, y compris du piano électrique, et il programme des rythmes en utilisant un Prophet '08.
L'une des premières collaborations du groupe était une version de la chanson Limonade par Gucci Mane. Ils ont joué un morceau inspiré de la musique du collectif de hip-hop Odd Future devant leurs professeurs d'interprétation jazz, qui ont trouvé qu'il manquait de valeur musicale. Après avoir placé la chanson sur YouTube sous le titre The Odd Future Sessions Part 1, le trio a attiré l'attention du rappeur Tyler, The Creator, qui l'aimait et a ainsi aidé à propager la vidéo en ligne.
À sa sortie en juin 2011, le tout premier album de BBNG était seulement disponible sur Bandcamp. Il comprenait des reprises des chansons de A Tribe Called Quest, Waka Flocka Flame et plusieurs morceaux de Odd Future. Le trio a joué son premier concert à The Red Light, à Toronto. En septembre 2011, ils sortent leur premier album, BBNG, enregistré dans une session de trois heures. Dante Alighieri a salué l'album comme « la nouvelle version du jazz moderne que nous attendions qui ne nous rappelle pas des dégustations de vin prétentieuses ou des hipsters qui n'acceptent pas le changement » pour  Sputnikmusic .
BBNG a enregistré une jam session en direct avec Tyler, The Creator en octobre 2011 au sous-sol de Sowinski. Les vidéos de la séance ont reçu plus d'un million de vues respectivement sur YouTube.
Le trio a assuré la première partie du concert de Roy Ayers au Nujazz Festival en janvier 2012 et a joué à Worldwide Awards de Gilles Peterson à Londres. Ils ont participé à un hommage à J Dilla à Toronto au mois de février de la même année, où leurs versions de Limonade et Hard in da Paint ont électrisé la foule.

### 2012-2015:BBNG2,III, etSour Soul
En avril 2012, BadBadNotGood a fait paraître son deuxième album, BBNG2. Il est un produit d'une séance d'enregistrement de dix heures avec Leland Whitty au saxophone et Luan Phung à la guitare électrique. Le texte de l'album indique qu'« aucun des musiciens figurant sur l'album n'était âgé de plus de 21 ans ». L'album rassemble des compositions originales ainsi que des reprises des chansons de Kanye West, My Bloody Valentine, James Blake, Earl Sweatshirt, et Feist.
Le trio est le groupe résidant du Coachella Valley Music and Arts Festival de 2012 et accompagne Frank Ocean du groupe Odd Future au cours des deux week-ends.
Avant la sortie de l'album III, le premier morceau Hedron est disponible le 20 juin 2013, quand il est présenté sur la compilation album Late Night Tales: Bonobo. BadBadNotGood a aidé à produire et à composer la musique pour la bande-sonore de L'Homme aux poings de fer. La deuxième chanson de III, intitulée CS60, a été publiée le 14 janvier, 2014. Le troisième morceau, Can't Leave The Night, a été publié le 11 mars 2014  avec la face B Sustain. III a été publié le 6 mai 2014 sur CD, vinyle et téléchargement numérique.
Le quatrième album, Sour Soul est sorti par Lex Records le 24 février 2015 en collaboration avec Ghostface Killah. Contrairement à leurs projets précédents, cette œuvre met l'élément hip-hop en valeur en faisant appel à quelques caractéristiques du jazz. En décembre 2015, le groupe publie des versions des chansons classiques de Noël sur sa chaîne YouTube, dont une interprétation de Christmas Time Is Here en collaboration avec Choir! Choir! Choir!.

### Depuis 2016
Leland Whitty s'est officiellement joint au groupe en tant que saxophoniste le 1er janvier 2016.
Tavares et Hansen ont tous les deux quitté Humber. Le groupe produit Hoarse sur le premier album de Earl Sweatshirt, qui s'intitule Doris, et Guv'Nor, un remix figurant sur JJ Doom Key to the Kuffs (Butter Édition).
Leur cinquième album studio, intitulé IV , paraît sur le label de disques Innovative Leisure le 8 juillet 2016. Il comporte plusieurs collaborations, dont avec le leader du groupe Future Islands, Sam Herring, le saxophoniste Colin Stetson, le musicien haïtien-canadien Kaytranada, l'artiste du hip-hop américain Mick Jenkins, et la chanteuse-compositrice-interprète Charlotte Day Wilson. En décembre, l'album est sélectionné par la BBC Radio 6 Music comme l'album de l'année.

## Critique
Paula Mejia a écrit dans une critique pour le magazine Prefix que BadBadNotGood est « un trio de jazz sur le papier - mais souvent étrange, toujours plein d'imagination, et, au bout du compte, des beatmakers révolutionnaires du hip-hop et de la musique électronique ». Anupa Mistry a salué les chansons de BBNG comme « des interprétations du rap qui échappent à toute catégorisation ». En qualifiant les influences du groupe puisées dans le hip-hop, Jerell Tongson déclare que BadBadNotGood « déconstruit les boucles de quatre mesures, tout en sachant comment exploiter des crescendos en restructurant la musique de façon a ce qu'elle corresponde à sa préférence pour les progressions d'accords douces, les tambours qui battent, et les lignes de basse complexes »[réf. nécessaire].

## Membres

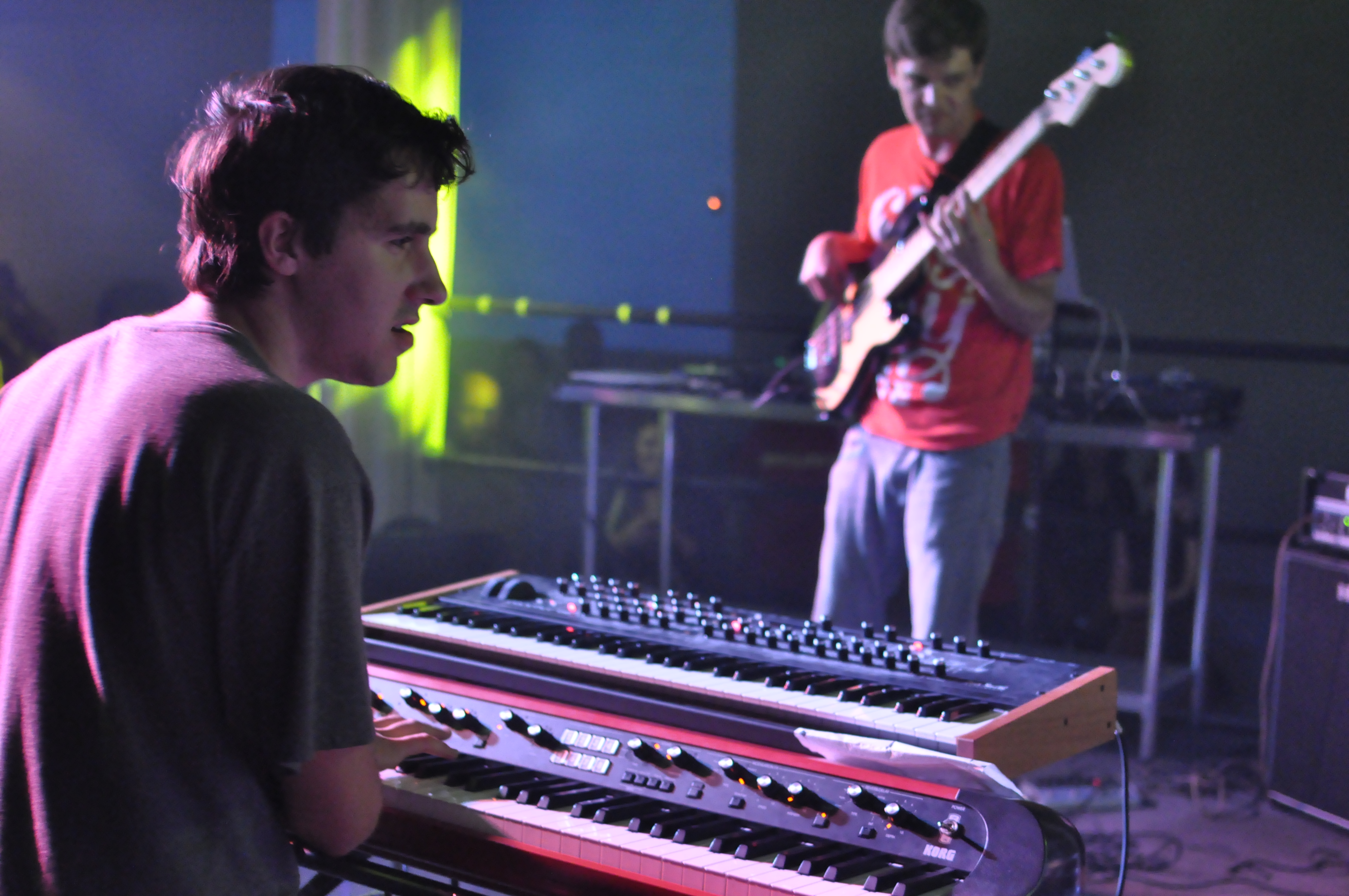
BadBadNotGood sur scène en 2012.

- Matthew A. Tavares - claviers (depuis 2010)
- Alexander Sowinski - batterie, sampler (depuis 2010)
- Chester Hansen - guitare basse, contrebasse (depuis 2010)
- Leland Whitty - saxophone, flûte, alto, violon, guitare (depuis 2016)

En tournée
- James Hill - claviers (depuis 2016)

## Discographie

### Albums Studio
- 2011 : BBNG1
- 2012 : BBNG2
- 2014 : III
- 2015 : Sour Soul (avec Ghostface Killah)
- 2016 : IV
- 2021 : Talk Memory
- 2024 : Mid Spiral

### Albums enregistrés sur scène
- BBNGLIVE 1 (2011)
- BBNGLIVE 2 (2012)

### Singles
- BBNGSINGLE (2011)[14]
- Flashing Lights / UWM (2013)
- Hedron (2013)
- CS60 (2014)

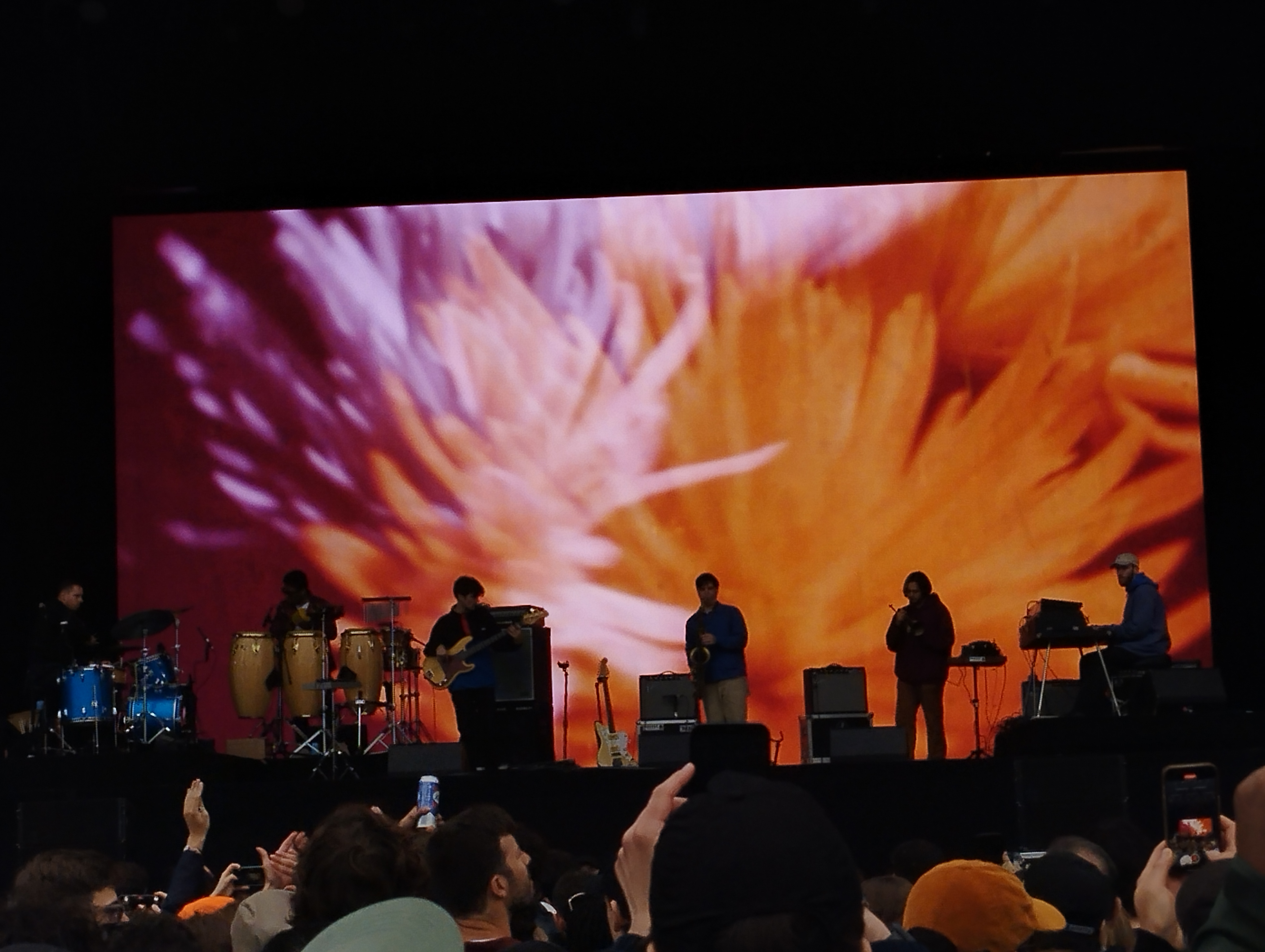
BADBADNOTGOOD en concert à We Love Green, le 1er juin 2024.

- Can't Leave The Night / Sustain (2014)
- Six Degrees (avec Ghostface Killah, mettant en vedette Danny Brown) b/w Tone's Rap (2014)[15]
- Velvet / Boogie no 69 (2015)
- Here & Now / Timewave Zero (2016)

### Remixes (Officiel)
- Lavender feat. Kaytranada & Snoop Dogg [Nightfall Remix] (2017)